# Station Miechów Wąskotorowy
Station Miechów Wąskotorowy is een spoorwegstation in de Poolse plaats Miechów.